# 2046 (film)
2046 – dramat science fiction produkcji chińsko–hongkońsko–francusko-włosko–niemieckiej w reżyserii Wong Kar-Waia z 2004 roku.

## Fabuła
Akcja rozgrywa się w Hongkongu późnych lat sześćdziesiątych. W jej skład wchodzą także wspomnienia z wcześniejszych dziejów bohatera i wybiegi w przyszłość – rok 2046. Film stanowi kronikę czterech kolejnych związków pewnego mężczyzny, lecz każdy z nich przenikają wspomnienia wcześniejszych relacji bohatera z zamężną kobietą, które nigdy nie przerodziły się w romans. To największe uczuciowe przeżycie mężczyzny, to motyw z poprzedniego filmu Wonga Spragnieni miłości (2000), który kończył się próbą uwolnienia się od wspomnień – bohater zostawia je w murach świątyni Angkor Wat.
Pomysł Wonga polega na tym, że tamta kryjówka w murach staje się w kolejnym filmie owym 2046, czasoprzestrzenią, w której nic się nie zmienia, miejscem, w którym nic się nie gubi, więc wszystko można odnaleźć, schowkiem na wszelkie sprawy zduszone, zatrzymane, odrzucone czy odroczone. 2046 to w ostatnim filmie Wonga numer pokoju hotelowego, ale także tytuł gazetowej powieści w odcinkach pisanej przez Chow Mo-Wana, w której bohater przywołuje wspomnienia swych dawnych i obecnych miłości w konwencji science-fiction.
2046 pełen jest odniesień i przywołań wcześniejszych filmów Wonga, a produkcja stanowi pewne podsumowanie jego dotychczasowej twórczości.

## Obsada
- Tony Leung Chiu Wai - Chow Mo Wan
- Zhang Ziyi - Bai Ling
- Gong Li - Su Li-zhen
- Faye Wong - Wang Jing Wen / wjw1967, android
- Takuya Kimura - Tak / Chłopak Wang Jing-wen
- Carina Lau - Lulu / Mimi / Android
- Chang Chen - Chłopak Mimi / cc1966
- Dong Jie - Wang Jie-wen
- Maggie Cheung - slz1960 / Su Li-zhen

## Produkcja
Pierwsze szkice scenariusza reżyser pokazał swoim współpracownikom w 1998 prosząc ich o opinie, bądź poprawki. Opisał w nim trzy odrębne historie, każda z nich zainspirowana dziewiętnastowieczną operą, wszystkie skupione wokół relacji seksualnych pomiędzy ludźmi i androidami w mieście przyszłości. Wong nie ukrywał, że wybrał rok 2046, bowiem wyznacza on pięćdziesiątą rocznicę powrotu Hongkongu pod rządy Chin – aluzja do obietnicy zawartej w porozumieniu chińsko-brytyjskim podpisanym przez Denga Xiaopinga i Margaret Thatcher dotyczącym przyszłości tego terytorium.
W latach dzielących ujęcia próbne w Bangkoku z 1999 i pośpiech kończenia ostatecznej wersji filmu przed jego premierą na 57. MFF w Cannes w maju 2004, projekt został stworzony na nowo. Różne czynniki wpłynęły na zmianę kierunku jego rozwoju, niektóre z nich o charakterze finansowym bądź logistycznym. Najbardziej znaczącym jednak okazał się światowy sukces Spragnionych miłości. Status Wonga w świecie filmowym wzrósł na tyle, że wzmianka Sofii Coppoli o inspiracji jego filmami w podziękowaniach za Oscara nie była sensacją.
We Francji film okazał się najlepiej sprzedającym się nieamerykańskim filmem zagranicznym w historii.
Tak jak Upadłe anioły (1995) przedstawiały inną stronę rzeczywistości Chungking Express, tak 2046 przekształciło się w cień Spragnionych miłości: po części sequel, po części remiks.
Reżyser poświęcił się w tym czasie kilku pobocznym przedsięwzięciom. Największym z nich był jego wkład w zbiorowe dzieło Eros (2004) – The Hand Wonga zostało uznane za najlepszą część filmu, choć swoje pracę zaprezentowali w nim także Steven Soderbergh i Michelangelo Antonioni. Nakręcił teledysk do piosenki Six Days DJ-a Shadowa oraz reklamówki dla Lacoste i BMW. Reżyser założył też filię menedżerską, zajmującą się artystami. Dzięki niej Jet Tone otworzyło biura w Szanghaju i Tajpej.
Angielskie napisy do filmu zaczęto opracowywać pod koniec kwietnia 2004. W tym okresie Wong wciąż kręcił dodatkowe ujęcia z Tonym Leungiem i Gong Li, a William Chang Suk Ping urządził naprędce kącik montażysty w holu studia Ramindra i pracował nieprzerwanie nad przygotowaniem taśm do udźwiękowienia. To wszystko świadczy o tym, że Wong jest jednym z artystów, którzy potrzebują wyraźnego terminu, by zmusić się do podjęcia ostatecznych decyzji w sprawie swojej produkcji. Pośpiech był potrzebny, by ukończyć doraźną, przybliżoną wersję filmu przed rozpoczęciem festiwalu w Cannes. Miesiące po festiwalu poświęcono montażowi, dodatkowym ujęciom i narracji spoza kadru, a wszystko po to, by nadać filmowi kształt, jakiego chciał Wong.
Materiał filmowy ulegał zmianom. Postanowiono zrezygnować z większości scen science fiction. Zamiast tego skupiono się na kolejnych związkach bohatera z czterema kobietami, nadając tym samym kierunek ogólnej konstrukcji filmu. Każdy związek jest inny, a tylko jeden ma podłoże wyłącznie seksualne.
Przy obsadzie aktorskiej zauważa się wymianę odtwórców ról u Wonga z Zhangiem Yimou. Zhang dołączył Tony’ego Leunga, Maggie Cheung i operatora Chrisa Doyle’a do pracy przy Hero (2000). Wong w 2046 współpracował z trzema aktorkami, które swoją karierę zaczynały w filmach Zhanga. Mowa o Gong Li, Zhang Ziyi i Dong Jie (wystąpiła w filmie Zhanga Szczęście na raty z 2000 i pojawia się gościnnie w 2046 jako Jiewen, młodsza siostra Jingwen). Reżyserzy zaprzeczają sugestiom o wymianie aktorskiej, jednak w Domu latających sztyletów Zhanga pojawia się obsada obecna w filmach Wonga Kar-Waia, mianowicie Andy Lau i Kaneshiro Takeshi, a ścieżkę dźwiękową skomponował Umebayashi Shigeru – autor walca ze Spragnionych miłości.
Zabrakło przy postprodukcji filmu w Bangkoku kluczowej niegdyś dla Wonga postaci – Christophera Doyle’a. Żadna ze stron nie komentuje rozłamu, zapoczątkowanego opuszczeniem planu Spragnionych miłości przez Doyle’a wkrótce po rozpoczęciu nowej serii zdjęć w Bangkoku (był odpowiedzialny za wszystkie zdjęcia z Hongkongu, z których niewiele znalazło się w ostatecznej wersji filmu; większość tego, co istnieje w ostatecznej wersji filmu jest dziełem tajwańskiego operatora Marka Lee (Li Pingbin), z niewielkim udziałem Yu Li-Waia, Kwana Pun-Leunga i innych). Złagodzenie konfliktu pozwoliło rozpocząć zdjęcia do 2046, jednak ponad połowa filmu nakręcona została przez Kwana Pun-Leunga i dawnego asystenta Doyle’a – Lai Yiu-Fai.
Na planie Happy Together Wong-Kar Wai prowokował Doyle’a kwestionując obrane przez niego ustawienia kamery, co miało na celu spowodowanie, by operator znajdował inne sposoby na ujęcia. W czasie powstawania nowych zdjęć do Spragnionych miłości w Bangkoku, Wong uznał, że ma bardzo konkretne wyobrażenia dotyczące kadrowania, światła, barw i ruchu kamery. Miejsce dla pomysłów Doyle’a zostało ograniczone.
Największą różnicą, jaka dzieli wersję filmu sprzed Cannes i ostateczną są poprawki naniesione na narrację spoza kadru, które utrudniają prostą interpretację filmu jako opisu zaangażowania emocjonalnego autora w fikcyjny świat jego postaci.
W wersji prezentowanej w Cannes wątek science fiction pokazuje Japończyka Taka (Takuya Kimura) wyruszającego w niekończącą się podróż pociągiem do 2046 roku. Bohater próbuje zbliżyć się do androida-kobiety, który przypomina jego utraconą dziewczynę. Ta część filmu opatrzona była narracją w pierwszej osobie samego Taka (w języku japońskim). W wersji ostatecznej początek jest podobny, jednak gdy opowieść toczy się dalej, narrację (nadal w pierwszej osobie, lecz w języku kantońskim) przejmuje człowiek, który pisze tę historię – Chow. Opowieść jest nie tyle wypowiedzią Chowa na temat trudnego chińsko-japońskiego romansu Jingwen i Taka, lecz wyrazem jego własnego trudnego zauroczenia Jingwen.
Po ukończeniu filmu, reżyser zdradził publiczności MFF w Londynie, że ma w perspektywie dwa nowe filmy fabularne: jeden pt. Dama z Szanghaju z udziałem Nicole Kidman (nie będzie to jednak remake filmu Orsona Wellesa), drugi opowiadający o pierwszym nauczycielu sztuk walki Bruce’a Lee, gdzie główną rolę dostanie Tony Leung.

## Nagrody
- Europejskie Nagrody Filmowe 2004 – najlepszy filmu nieeuropejski
- FF Golden Horse 2004 – najlepsza scenografia i najlepsza muzyka
- MFF w Valladolid 2004 – nagroda FIPRESCI
- Nagrody Krytyków Filmowych Hongkongu 2004 – najlepszy aktor (Tony Leung), najlepsza aktorka (Zhang Ziyi)